# Mamontovo (Distrito de Mamontovo)
Mamontovo é um povoado de Krai de Altai, o centro administrativo do distrito de Mamontovo.

## Geografia
A povoação é localizadа a 175 km a sudoeste de Barnaul, entre os lagos de Gorky e de Ilha Grande .
A floresta Kasmalinsky está  perto de Mamontovo no rio Kasmala .

## História
A povoação de Mamontovo foi fundada em 1780 e, até 1922, era chamada Butyrskoe (Grande Butyrki). O nome moderno foi dado nos tempos soviéticos - foi renomeada em homenagem ao líder do movimento partidário no Altai durante a guerra civil Efim Mefodevich Mamontov (1889-1922). Um monumento a ele foi erguido perto de Casa da Cultura.
O fundador da povoação era um camponês Stepan Shalygin de Morozovo, que se estabeleceu com sua família (esposa e dez filhos). Perto deles se instalaram os irmãos Lyutaev, nativos da província de Novgorod . A povoação em si tornou-se um centro comercial, pois estava localizada na estrada Kasmalinsky e posteriormente tornou-se o centro do Kasmalinsky volost.
O famoso viajante Peter Semenov-Tyan-Shansky visitou Mamontovo (Butyrsky) em 1906. No início do século, havia muitos moinhos a vapor e serrarias, empresas de manteiga e da indústria de couro.
Durante a guerra civil, perto da povoação, ocorreu a Malo-Butyrsky batalha, na qual morreram cerca de 200 pessoas. A batalha aconteceu a 3 km ao nordeste de Mamontovo.

## Economia
A aldeia tem uma empresa privada Molochnoye delo, uma usina de asfalto, um ramo da floresta Novichikhales, abriu-se uma nova fábrica para a produção de palitos, carvão para kebabs e espetos, escolas educacionais e musicais, instalações médicas, instalações esportivas, bibliotecas, um museu. A estação de trem mais próxima, Korchino, fica a 41 km de distância, que não tem mais um serviço de ônibus.

## Religião
Em 1995 a comunidade de crentes de Mamontovo recebeu um edifício que virou a Casa de Cultura do Sovkhoz do XXIV Congresso da Partida Comunista para fins religiosos.
O primeiro abade nomeado da comunidade recém criada por ordem de Sua Graça o bispo de Altai e Barnaul foi o padre Ioan Razgulin.Ele serviu a comunidade até 1997, organizou a manutenção e todas as atividades da igreja como os serviços da igreja.
A partir de 3 de outubro de 1997 monge Erasmo (Grinin) assumiu a posição de abade da comunidade de Mamontovo e desempenhou sua missão até 1 de maio de 1999.
O novo abade da comunidade monge Augustin (Kharkov) de Barnaul asumiu a posição. Durante os 3 anos de seu trabalho ele organizou duas escolas religiosas para crianças e adultos, um coro, impressão do jornal Palavra Ortodoxa, alimentação dos crentes de outros povoados do distrito que viam para rezar nas festas e domingos (entre 50-70 crentes comeram lá depois da liturgia), novas salas para padres, um hotel para pessoas de cidades, banheiros, sauna e infraestrutura. O quinto acordo de aluguer de uma casinha no cemitério era assinado com a administração de povoado. O plano era reconstruir a casinha e fazer uma nova capela. Para serviços no inverno espaço de sala pequena que nos tempos soviéticos serviu para discotecas era preparado, um grande cruzeiro de metal era ordenado de Barnaul. A cooperação com trabalhadores de museu e de administração se tornou útil.
A partir de 15 de maio pelo ordem de Sua Graça Maxim (Dmitriev), bispo de Altai e Barnaul, o abude temporal da igreja de Vladimir monge Augustino era tansferido para servir na Administração diocesana de Barnaul. O seu posição foi assumido pelo padre Vitaliy Skvortsov que organizou a construção de uma igreja nova.